# Битка код Хотусице
Битка код Хотусице вођена је 17. маја 1742. године између аустријске и пруске војске. Део је Рата за аустријско наслеђе, а завршена је пруском победом.

## Битка
Аустријанци под вођством Карла Лотариншког око 8 часова отпочињу напад, у тренутку када су Пруси под командом Фридриха II већ прикупили своје снаге на положају. Пруси успевају да снажним противнападом коњице одбаце аустријске коњице и потисну лево крило првог борбеног реда. У поновном налету, аустријска коњица десног крила, подржана лаким одредом вараждинских крајишника, одбацује пруско лево крило, али пропушта даље нападе на пруску главнину јер је наишла на пруски логор. Главну снагу аустријске пешадије у фронталном нападу укочио је ватрени зид горућег села Хотусице и снажна ватра пруске пешадије. Око 10 часова и 30 минута, Фридрих је убацио у битку главнину пруске војске. Аустријски поредак присиљен је на одступање. Пруси су се задовољили гоњењем артиљеријском ватром. Губици: Аустријанци 6300, а Пруси 4700.